# Paul Brodek
Paul Brodek (* 16. Oktober 1884 in Krotoschin; † 5. September 1942 in Bremen) war ein deutscher Politiker (SPD). Er war Landtagsabgeordneter in Oldenburg.

## Leben
Brodek begann in Berlin eine kaufmännische Ausbildung und kam 1910 als Matrose und Gewerkschafter nach Brake (Unterweser), wo er später als Hafen- und Lagerarbeiter beschäftigt war. Er nahm am Ersten Weltkrieg teil, wurde 1917 verwundet und arbeitete anschließend in Mülheim an der Ruhr. Nach seiner Rückkehr nach Brake wurde er dort in den Arbeiter- und Soldatenrat gewählt. 1919 wurde er Leiter des Arbeitsnachweises in Brake, 1931 Direktor des Arbeitsamts Wesermünde-Bremerhaven.
In der Zeit der Weimarer Republik war Brodek Mitglied des Rats und des Magistrats der Stadt Brake. Von 1923 bis 1931 war er Mitglied des Oldenburgischen Landtages.
1938 wurde Brodek in ein Judenhaus in Brake eingewiesen und zog dann um nach Bremen. Im Anschluss an die Novemberpogrome wurde er in „Schutzhaft“ genommen und ins KZ Sachsenhausen verschleppt. Nach seiner Entlassung war er in Bremen als Hilfsarbeiter tätig. 1941 kam er wieder in Haft, wahrscheinlich in das „Arbeitserziehungslager Farge“. Von dort wurde er wegen seines schlechten Gesundheitszustandes entlassen und starb bald darauf am 5. September 1942.
In Brake wurde eine Straße nach Paul Brodek benannt.